# Deltote mesophoenica
Deltote mesophoenica is een vlinder van de familie van de uilen (Noctuidae). De wetenschappelijke naam van deze soort is voor het eerst voorgesteld als Lithacodia mesophoenica door Paul Dognin in een publicatie uit 1914.
De soort komt voor in Frans Guyana.